# Alpacas
Alpacas was een Nederlands televisieprogramma van BNN dat voor het eerst werd uitgezonden op 2 november 2015. Alpacas is de opvolger van De Lama's (een alpaca is een berglama), een televisieprogramma van BNN dat liep van 2004 tot 2008.
De presentatie van de improvisatieshow was in handen van Sophie Hilbrand. Zes vaste improvisatoren (Alpacas genoemd) moeten sketches per thema uitvoeren. Het publiek zelf bepaalde bij de verschillende onderdelen welke locaties, stemmingen en voorwerpen aan bod dienen te komen tijdens de opdrachten. Muzikale begeleiding op piano werd verzorgd door Joep Hullegie.
Het programma werd wekelijks op maandagavond uitgezonden op NPO 3. De opnames vonden plaats in het Posttheater in Arnhem, waar ook De Lama's werd opgenomen. Na het tweede seizoen stopte het programma.

## De Alpacas
- Nabil Aoulad Ayad (stand-upcomedian/Cabaretier) (seizoen 1 en 2)
- Peter Duifhuis (leraar natuurkunde) (seizoen 1 en 2)
- Thomas Hoogendoorn (gemeenteambtenaar) (seizoen 1 en 2)
- Ruud Smulders (Cabaretier/vlogger) (seizoen 1 en 2)
- Rayen Panday (comedian) (seizoen 2)
- Kim van Zeben (actrice en cabaretière) (seizoen 1)
- Stefan Hendrikx (comedian/acteur) (seizoen 1)

Presentatie
- Sophie Hilbrand (seizoen 1 en 2)

## Onderdelen
- Ongeschikt als
- Iets anders
- Versier
- De touwster
- De filmrecensie
- Wat je wel en wat je niet zegt
- De emotrip
- Tweet maar niet
- Zin in een zin
- The undateables
- Seks met mij
- Stemgedrag
- Piñata
- De tolk